# 아신대학교
아신대학교(亞神大學校, ACTS University)는 경기도 양평군에 위치한 개신교 계열의 초교파 사립 대학이다. 아신대학교는 신학적으로 개혁주의 계열로 보수적 성향의 신학 대학으로, 신본주의, 복음주의를 표방하고 역사적 개혁주의에 가까운 정통주의 노선에 있다.
국문 약칭으로 아신대(亞神大)를, 영문 약칭으로 ACTS(액츠: Asian Center for Theological Studies and Mission)라고 부르기도 한다.

## 연혁
- 1968년 11월 :  싱가폴에서 모인 아세아태평양전도대회에서 아시아 전역을 상대로 하는 신학대학원 (Center for Advanced Theological Studies: CATS)를 세우기로 하고 그 위치를 선정하기 위한 위원회를 구성하다.
- 1972년 4월 :  CATS 이사회가 서울에 모여 동 신학대학원을 한국에 설립하기로 결정하고 한국 이 사회를 임명하다.
- 1973년 10월 :  제 1회 이사회가 소집되어 CATS 조직에 착수하였고, 동년 11월 26일에는 정관을 채택하였으며 CATS를 한국 명칭으로 ‘아세아연합신학대학원’, 영어명칭으로는 ‘Asian Center for Theological Studies and Mission’(약칭 ACTS)이라고 개칭하였으며, 이 사장 한경직 목사, 원장 마삼락(새뮤얼 H. 모펫)박사, 부원장 한철하 박사 등으로 조직을 완료하다.
- 1974년 5월 :  ACTS는 서울특별시 서대문구 충정로 3가 187번지에 교지 791평과 건물 248평을 구입하고 10만 불에 해당하는 도서기금을 세워 정식으로 개교하다.
- 1975년 10월 :  장로회신학대학과 서울신학대학과의 공동석사학위 과정을 설치하여 아시아 외국인에 대한 석사학위 과정을 개설하다.
- 1977년 1월 :  교육부로부터 ‘재단법인 아세아연합신학연구원’의 인가를 받다.
- 1979년 4월 :  아세아신학연맹(ATA)에서 M.Div., M.A., Th.M., D.Min. 등의 학위과정들을 설치할 수 있는 신학대학원으로 인준을 받다.
- 1979년 9월 :  미국 Fuller 신학교와 공동으로 목회학박사(D.Min.)과정을 설치하다. 1981년  2월 김세진 목사가 제 2대 이사장으로 취임하다.
- 1981년 5월 :  한철하 박사가 제 2대 원장으로 취임하다.
- 1981년 12월 :  교육부로부터 ‘학교법인 아세아연합신학대학원’ 설립허가 및 ‘아세아연합신학대학’ 설 립인가를 받고 학부에 신학과를 설치하다.
- 1982년 8월 :  경기도 양평군 옥천면 아신리 산 151-1번지, 교지 15,583평에 신축교사 783.4평을 완공하다.
- 1982년 9월 :  한철하 박사가 학장으로 취임하다.
- 1982년 11월 :  학부에 아세아학과를 설치하다.
- 1986년 10월 :  교육부로부터 아세아연합신학대학 신학대학원 설립인가를 받다.
- 1987년 11월 :  교육부로부터 아세아연합신학대학 대학원 설립인가를 받다.
- 1989년 1월 :  최순영 장로가 제 3대 이사장으로 취임하다.
- 1989년 11월 :  교육부로부터 아세아연합신학대학 대학원 신학박사(Th.D./Ph.D.) 과정 인가를 받다.
- 1990년 10월 :  교육부로부터 학부 선교학과 설치인가를 받다.
- 1991년 11월 :  교육부로부터 대학원 기독교교육학과 설치인가를 받다.
- 1994년 3월 : 교명을 아세아연합신학대학에서 아세아연합신학대학교로 변경하다.
- 1994년 8월 : 교육부로부터 학부 야간 신학과 선교학과 설치 인가 받음
- 1997년 3월 :  학부의 아세아학과와 선교학과를 아세아선교학과로 통합하다.
- 1997년 3월 :  김홍도 목사가 제 4대 이사장으로 취임하다.
- 1997년 10월 :  경기도 양평군 옥천면 아신리 산 151-1에 선교대학원 교사 1,964.5평을 완공하고 교육부로부터 선교대학원 설립인가를 받다.
- 1998년 3월 :  림택권 박사가 제 5대 총장으로 취임하고, 한철하 박사가 명예총장으로 추대되다.
- 1998년 10월 :  교육부로부터 학부 기독교교육학과 설치인가와 선교언어학부의 선교영어전공 설치인 가를 받다.
- 1999년 11월 :  교육부로부터 교육대학원 설치인가를 받다.
- 2001년 8월 :  교육부로부터 상담대학원 설치인가를 받다.
- 2001년 12월 :  한국대학교육협의회에서 실시한 교양교육분야 평가에서 우수대학으로 인정받다.
- 2002년 10월 :  교육부로부터 복지대학원 설치인가를 받다.
- 2003년 3월 :  교육부로부터 평생교육원 개설인가를 받다.
- 2004년 3월 :  도서관을 신축하여 개관하다.
- 2004년 8월 :  아세아연합신학대학교 산학협력단을 조직하다.
- 2004년 9월 :  국제언어교육원(Language Institute of ACTS)을 개설하다.
- 2005년 12월 :  김삼환 목사가 제 5대 이사장으로 취임하다.
- 2005년 12월 :  한국대학교육협의회에서 실시한 제 2주기 대학종합평가에서 발전전략 및 비전, 교육 및 사회봉사, 학생 및 교수/직원 등 3개 영역에서 우수대학으로 인정받다.
- 2006년 3월 :  고세진 교수가 제 7대 총장으로 취임하다.
- 2006년 12월 :  길자연 목사가 제 6대 이사장으로 취임하다.
- 2010년 10월 :  학생관을 개관하다.
- 2011년 2월 :  홍성개 목사가 제 7대 이사장으로 취임하다.
- 2011년 2월 :  김영욱 박사가 제 8대 총장으로 취임하다.
- 2013년 3월 :  최남수 목사가 제 8대 이사장으로 취임하다.
- 2013년 3월 :  학부에 선교중국어학과를 설치하다.
- 2013년 8월 :  강당을 증축하다.
- 2014년 8월 :  국제기독학교연맹(ACSI)에 고등교육기관 인증을 획득하다.
- 2014년 10월 :  한국대학교육협의회 주관 ‘대학기관평가인증’을 획득하다.
- 2015년 2월 : 김영욱 박사가 제 9대 총장으로 취임하다.
- 2015년 3월 : 학부 선교학과의 학과명을 선교문화복지학과로, 학부 기독교교육학과의 학과명을 기 독교교육상담학과로 변경하다.
- 2018년 10월 : ACTS신학저널이 한국연구재단 등재학술지로 선정되다.
- 2019년 3월 : 정흥호 박사가 제 10대 총장으로 취임하다.
- 2020년 3월 : 교육국제화역량 인증제(IEQAS: International Education Quality Assurance System) 인증 기관으로 지정되다.
- 2020년 7월 : 이장호 목사가 제 9대 이사장으로 취임하다.
- 2021년 3월 : 대학을 기존 학과제에서 학부제로 전환하고 글로벌미션신학부(신학, 선교학), 글로벌융합리더학부(기독교교육과미디어, 청소년상담지도, 사회복지, 영어, 중국어)를 설치하다.

- 2021년 7월 : 기존의 '아세아연합신학대학교'라는 교명이 '아신대학교'로 변경되다.
- 2021년 9월 : 정홍열 박사가 제 11대 총장으로 취임하다.

## 교육편제
아신대학교는 아세아연합신학대학원으로 출발했기 때문에 학부과정보다는 대학원과정이 발달한 편이다. 학부는 2022학년도 기준 학부제로 전환하여 4개 학부 및 8개 전공으로 편제된다. 대학원은 일반대학원과 5개의 특수대학원이 있다.

### 학부
2022년부터 4개학부 및 8개 전공으로 세부화되었다.

### 대학원
일반대학원과 5개의 특수대학원으로 편제되어 있으며, 신학대학원, 선교대학원, 교육대학원, 상담대학원, 복지대학원 등을 개설하고 있다.

## 역대총장들
- 마삼락(새뮤얼 H. 모펫)
- 한철하
- 림택권
- 고세진
- 김영욱
- 정흥호
- 정홍열

## 교수들
- 정흥호 미국 Trinity Evangelical Divinity School(Ph.D.) (한국복음주의선교신학회 전 회장)
- 한상화 미국 Westminster Theological Seminary(Ph.D.) (한국복음주의조직신학회 전 회장)
- 박응규 미국 Westminster Theological Seminary(Ph.D.) (개혁신학회 회장)
- 정홍렬 독일 Universitat Erlangen (Dr.Theol.)
- 이한영 남아공 Universiteit vir Potchefstroom(Ph.D.)
- 허  주 영국 Sheffield University(Ph.D.)
- 조  휘 미국 Trinity Evangelical Divinity School(Ph.D.)
- 안점식 미국 Trinity Evangelical Divinity School(Ph.D.)
- 신성욱 남아공 University of Pretoria(Ph.D.)
- 김한성 미국 Biola University(D.Miss.)
- 정성국 미국 Westminster Theological Seminary(Ph.D.)
- 김성진 미국 Trinity Evangelical Divinity School(Ph.D.)
- 김규섭 영국 University of Aberdeen(Ph.D.)
- 소윤정 아세아연합신학대학교(Ph.D.)
- 신종철 총신대학교(Ph.D.)
- 하태선 숭실대학교(Ph.D.)
- 김경빈 아세아연합신학대학교(Ph.D.)
- 우심화 중국 Beijing University(Ph.D.)
- 이숙경 프랑스 Universite de paris 10(Ed.D.)
- 김준수 미국 Westminster Theological Seminary(D.Min.)
- 안경승 미국 Fuller Theological Seminary(Ph.D.)
- 김덕영 미국 Florida University (Ph.D.)
- 김영희 남아공 University of Stellenbosch(D.Th.)
- 김다니엘 미국 Fuller Theological Seminary(Ph.D.)
- 손   신 미국 Columbia University in NYC(Ph.D.)
- 전병철 미국 Biola University(Ph.D.)
- 이수인 미국 Talbot School of Theology(Ph.D.)
- 정은영 미국 Wheaton College Graduate School, Illinois(M.A.)
- 최금순 아세아연합신학대학교(Ph.D.)
- 박정원 중국 Beijing Normal University(Ph.D.Cand.)
- 김남현 중국 Beijing University(Ph.D.Cand.)
- Matthew Gunn  캐나다 Tyndale University College & Seminary(M.Div.)
- Chiu Cheng Yu  미국 Concordia University Nebraska(M.A.)
- 금동철 서울대학교(Ph.D.)
- 권오윤 아세아연합신학대학교(Ph.D.)
- 김영광 국민대학교(Ph.D.)
- 정지웅 서울대학교(Ph.D.)

교수 사진들
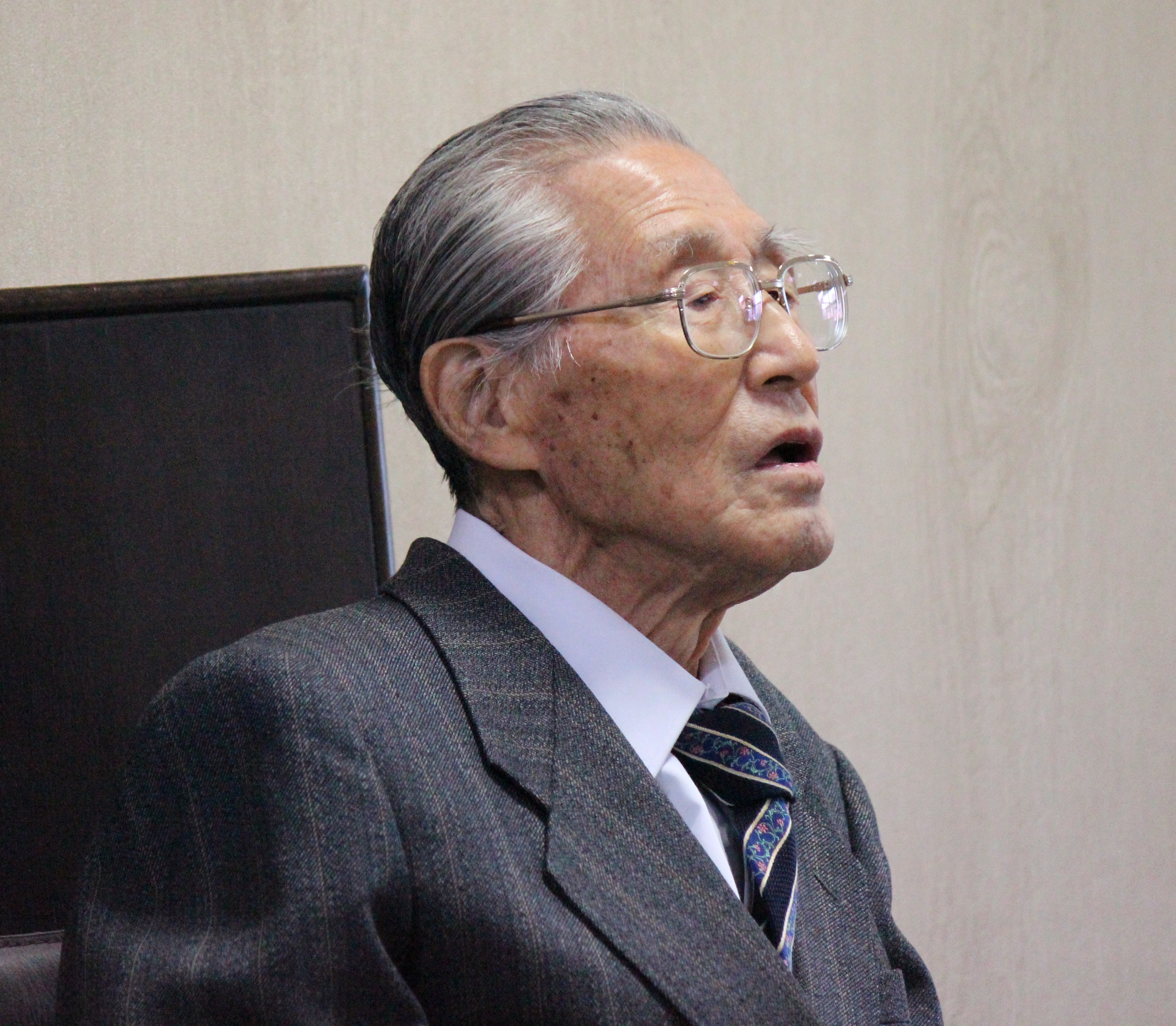
한철하 박사, 새문안 교회, 2014-05-24
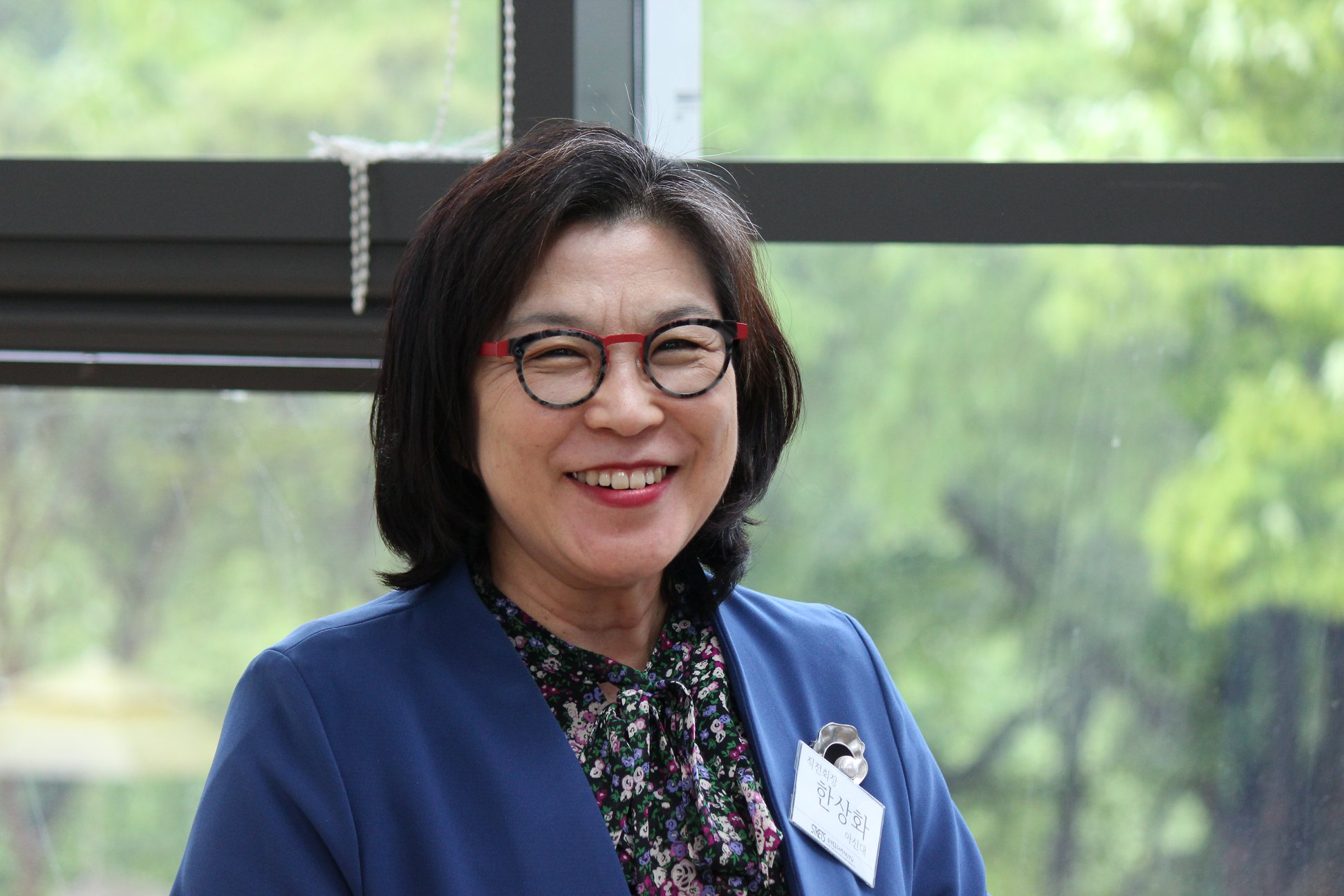
조직신학자 한상화 박사
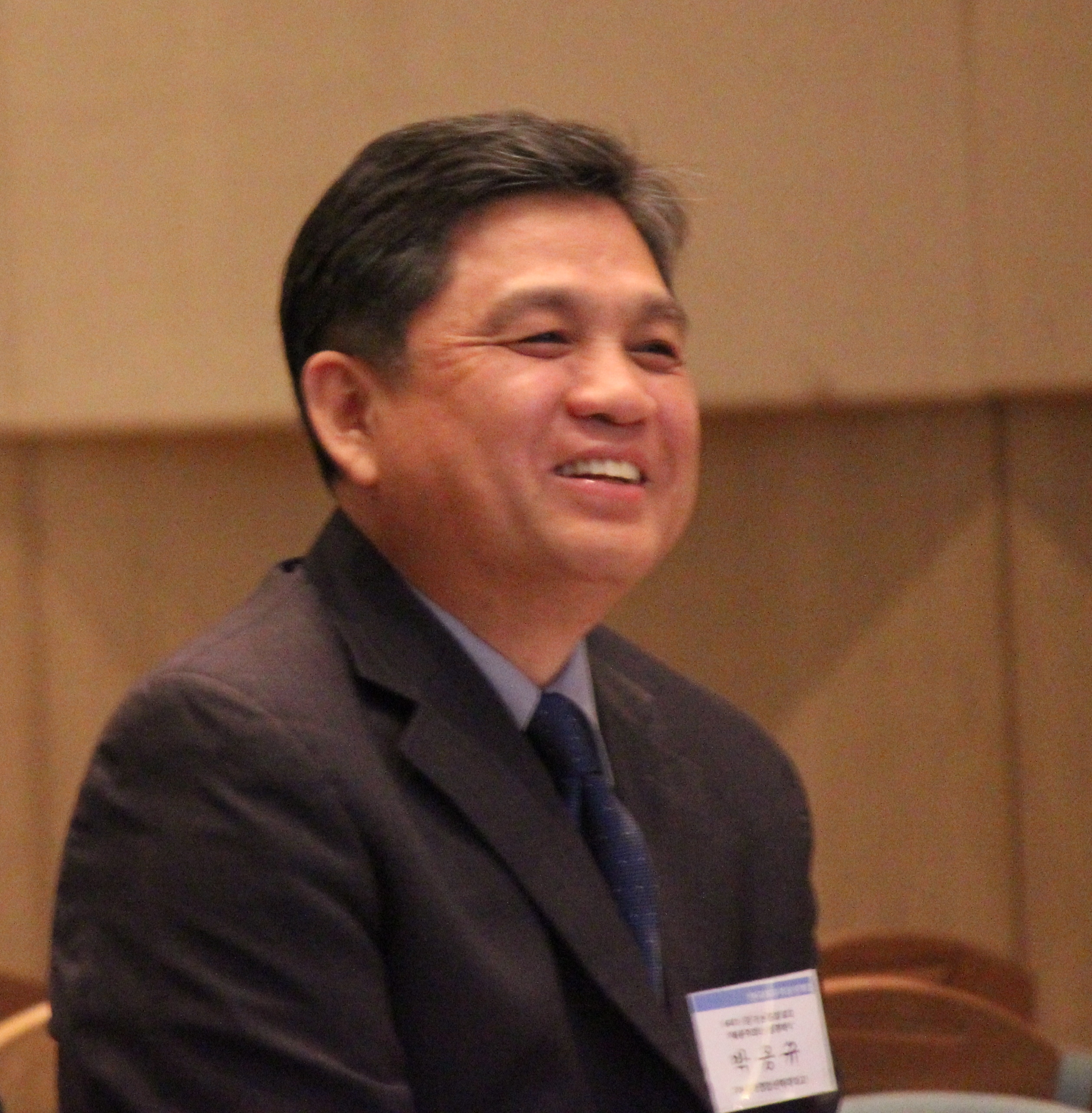
역사신학자 박응규 박사

## 캠퍼스 풍경

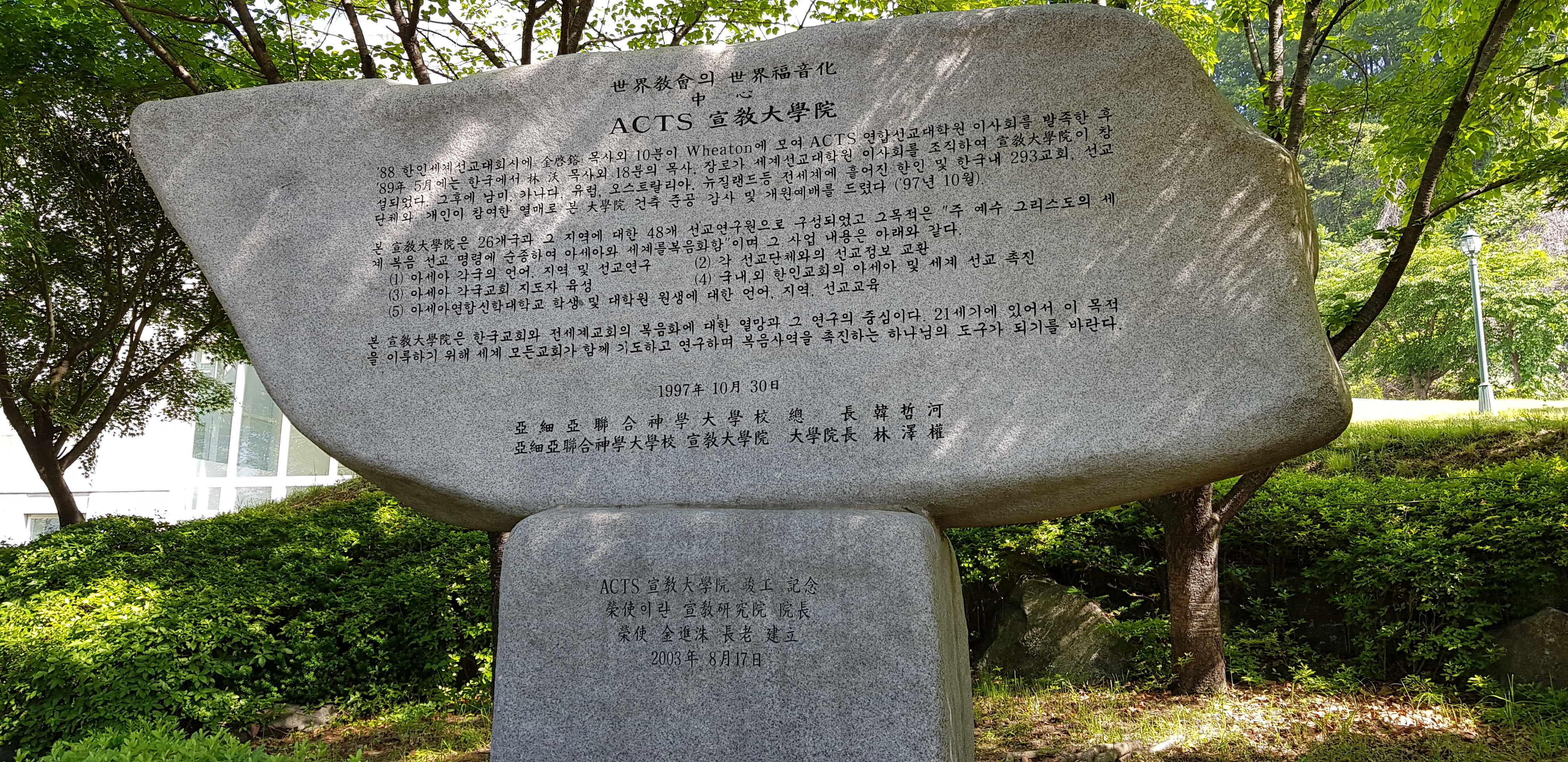
아세아연합신학대학원대학교 설립배경

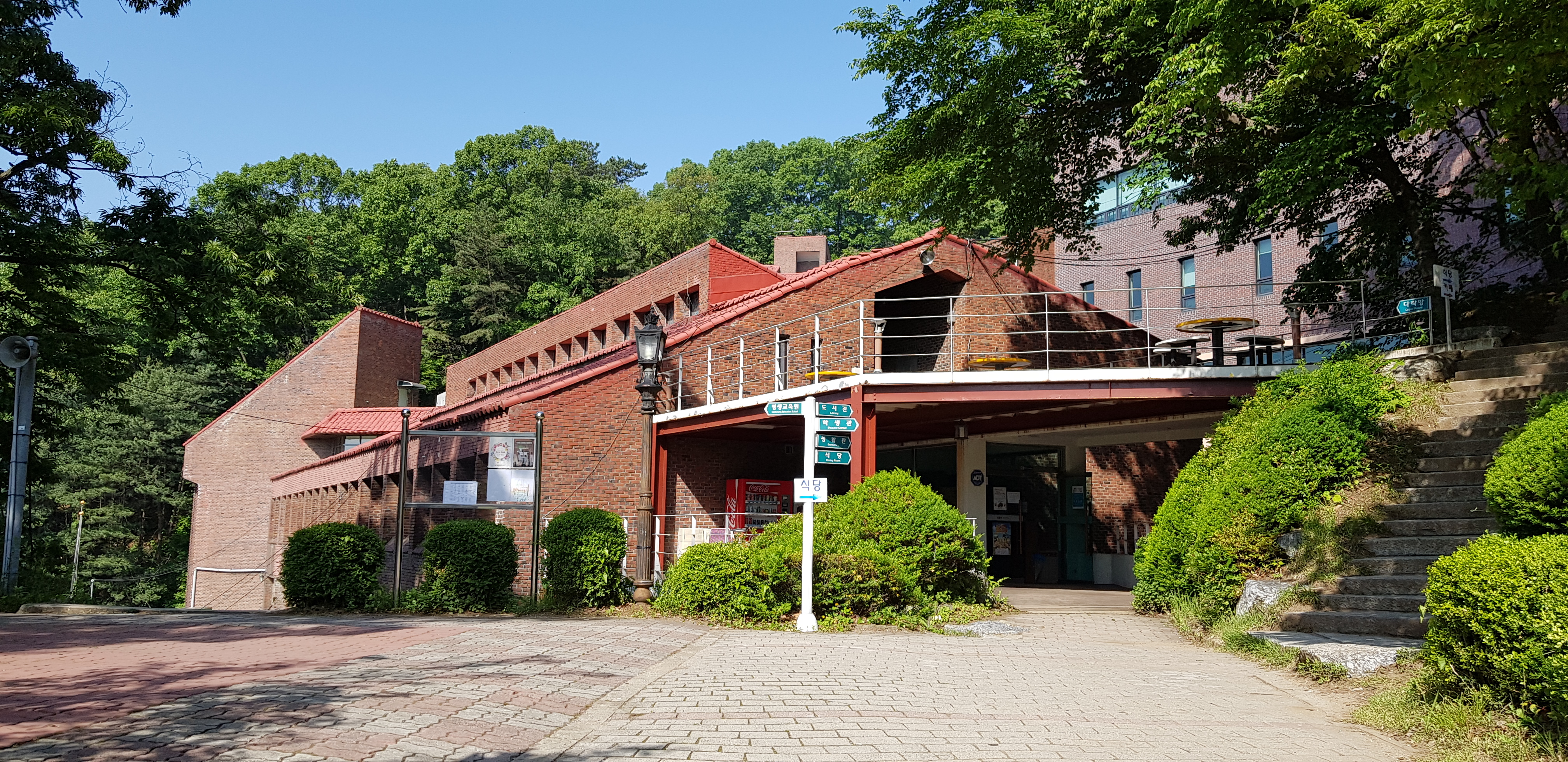
아신대학교 건물

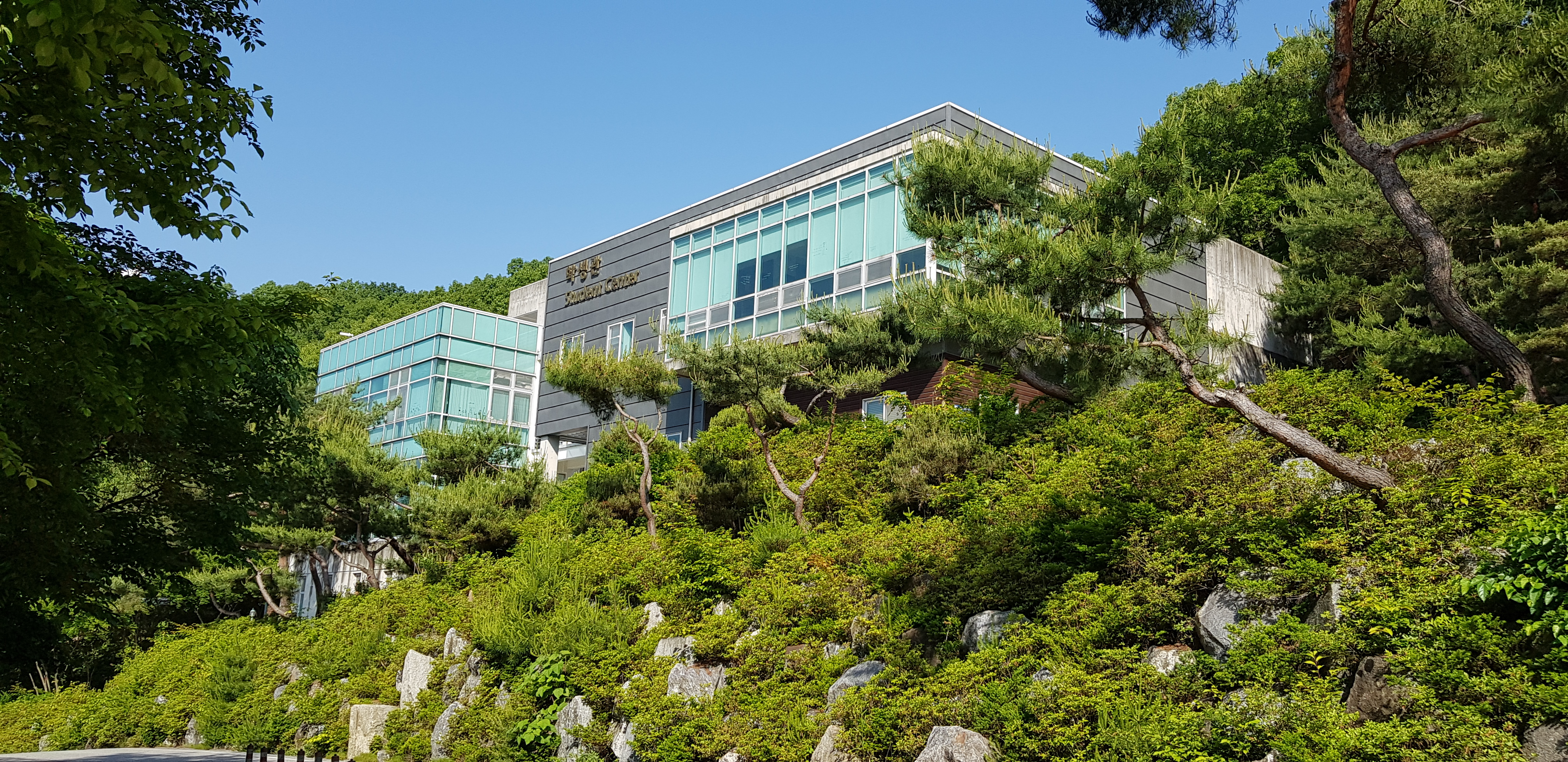
아신대학교 학생관

아신대학교는 양평군에 위치한 사립 일반대학으로, 아신리에 캠퍼스가 소재하고 있다. 약 12만m2의 교지가 있다. 고저차가 상대적으로 큰 지역에 위치하여 계단이나 언덕 등이 많은 편이다. 캠퍼스 인근에 남한강이 흐르고 있다.

### 도서관
아신대학교 도서관은 1974년 서대문캠퍼스에 설립되었다가, 1982년에 현재의 교사로 옮겼다. 총 131,098책의 도서자료를 소장하고 있다.

## 주변 주요 시설
- 경의중앙선 아신역
- 중부내륙고속도로

## 같이 보기
- 대한민국의 교육
- 한국의 기독교

## 참고 자료
- 아신대학교는… 37년전 교회가 연합해 설립 초대 이사장 한경직 목사[깨진 링크(과거 내용 찾기)], 국민일보 2011년 5월 20일자